# Pebble Beach Golf Links
Pebble Beach Golf Links ist ein Golfplatz in Pebble Beach, Kalifornien, USA. Er gehört der Pebble Beach Golf Company, die auch noch drei weitere Golfplätze in der Gemeinde Pebble Beach betreibt.
Pebble Beach wird aufgrund seiner Lage direkt an der Steilküste des 17-Mile Drive oft als einer der schönsten Golfplätze der Welt betrachtet. Gleichzeitig gehört das Greenfee mit 550 US-Dollar zu den höchsten der Welt.

## Geschichte
Der Platz wurde von Jack Neville und Douglas Grant entworfen und am 22. Februar 1919 eröffnet. Ziel der Golfarchitekten war es, so viele Bahnen wie möglich an der steinigen Küstenlinie zu platzieren.

## Turniere

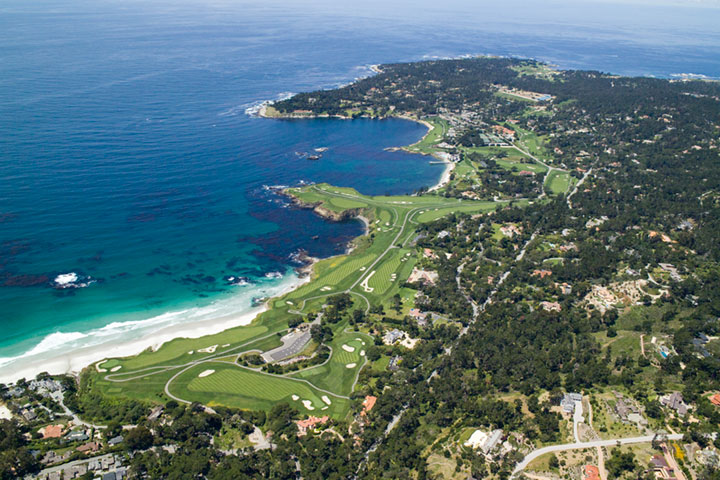
Luftbild

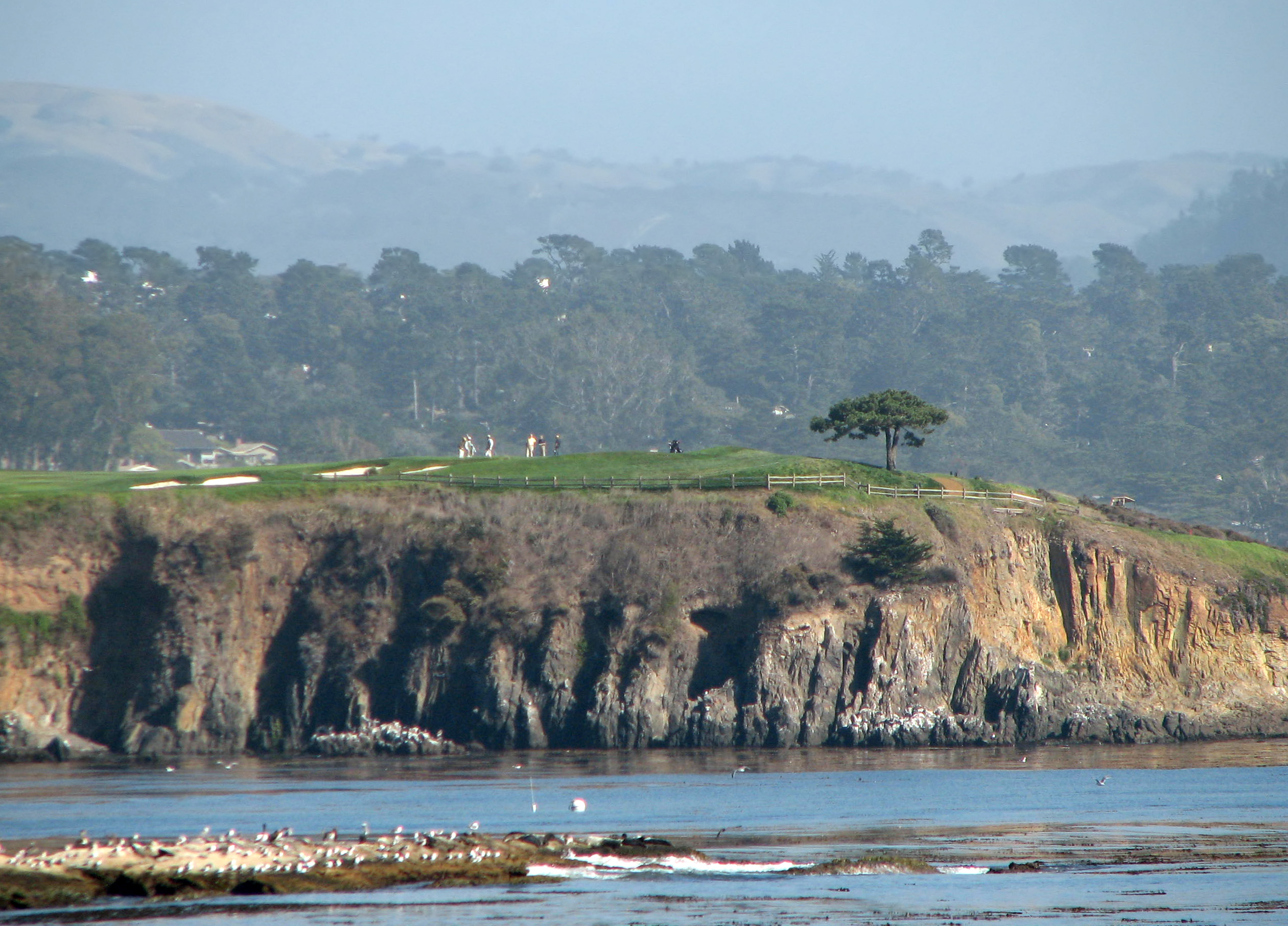
Das 6. Loch

Das erste professionelle Turnier auf dem Platz waren die Monterey Pensinsula Open 1926. Das Turnier gewann Harry Cooper mit 293 Schlägen. 1929 wurde erstmals ein Major Turnier ausgetragen, die United States Amateur Championship. Das Turnier gewann Harrison R. Johnston. Weitere Austragungen der US Amateur gab es 1947, 1961 und 1999, die US Women’s Amateur fand 1940 und 1948 in Pebble Beach statt.
Ab 1947 wurde das Bing Crosby National Pro-Am Tournament in Pebble Beach ausgetragen, heute als AT&T Pebble Beach National Pro-Am bekannt. Allerdings findet nur die vierte Runde ausschließlich auf den Pebble Beach Golf Links statt, die ersten drei Runden werden abwechselnd auf dem Spyglass Hill Golf Course, dem Poppy Hills Golf Course und den Pebble Beach Golf Links absolviert. Die U. S. Open wurden bisher sechsmal hier ausgetragen.

## Major Turniere

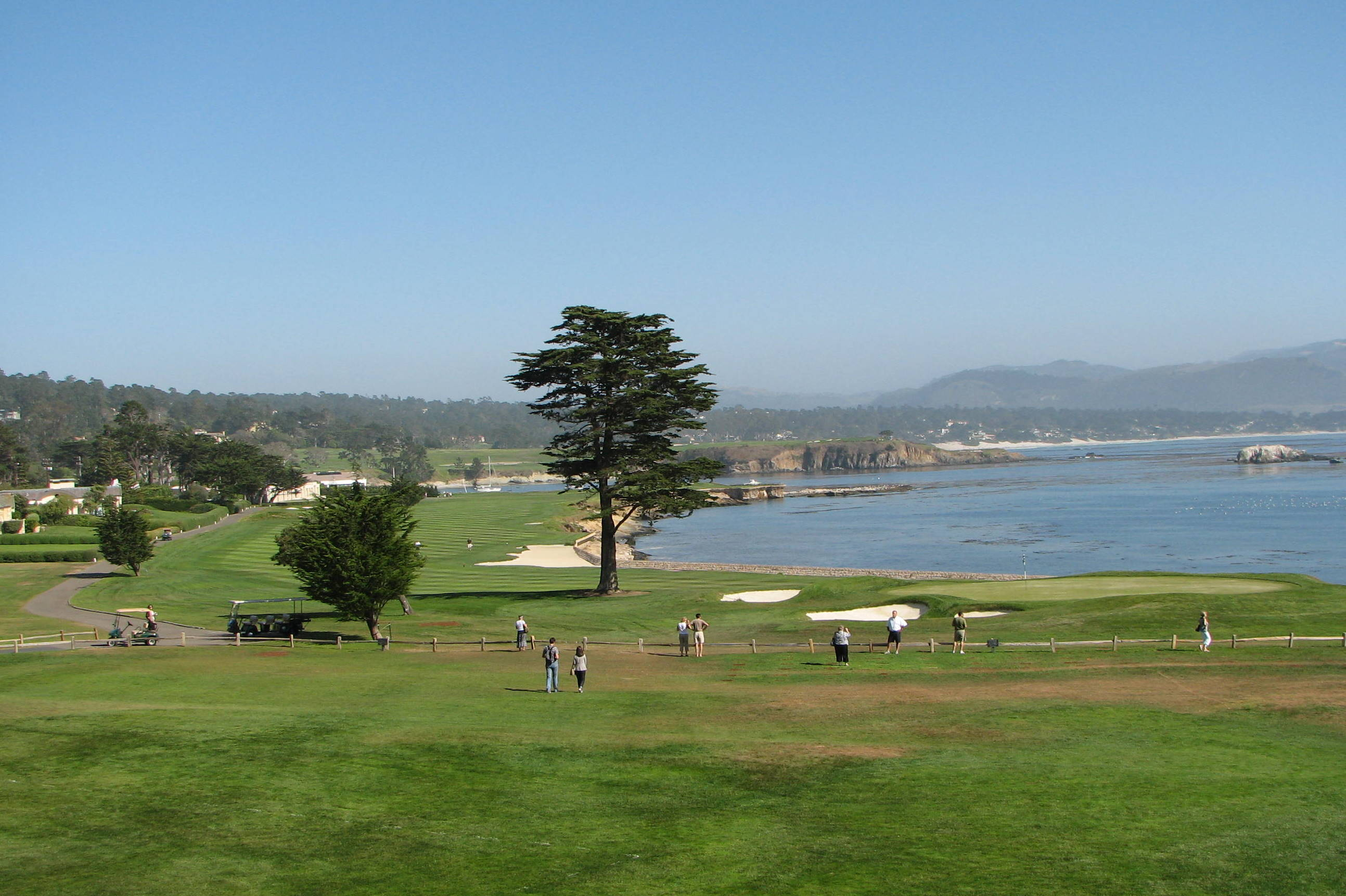
Das 18. Loch

| Jahr | Turnier           | Sieger          |  |
| ---- | ----------------- | --------------- |  |
| 1972 | U.S. Open         | Jack Nicklaus   |  |
| 1977 | PGA Championship  | Lanny Wadkins   |  |
| 1982 | U.S. Open         | Tom Watson      |  |
| 1992 | U.S. Open         | Tom Kite        |  |
| 2000 | U.S. Open         | Tiger Woods     |  |
| 2010 | U.S. Open         | Graeme McDowell |  |
| 2019 | U.S. Open         | Gary Woodland   |  |
| 2023 | U.S. Women’s Open | Allisen Corpuz  |  |
| 2027 | U.S. Open         |                 |  |

## Scorecard
| Loch | Par   | Länge (Yards) | Länge (Meter) |
| ---- | ----- | ------------- | ------------- |
| 1    | Par 4 | 376 Yards     | 344 Meter     |
| 2    | Par 5 | 502 Yards     | 459 Meter     |
| 3    | Par 4 | 374 Yards     | 342 Meter     |
| 4    | Par 4 | 327 Yards     | 299 Meter     |
| 5    | Par 3 | 187 Yards     | 170 Meter     |
| 6    | Par 5 | 500 Yards     | 457 Meter     |
| 7    | Par 3 | 106 Yards     | 97 Meter      |
| 8    | Par 4 | 416 Yards     | 380 Meter     |
| 9    | Par 4 | 462 Yards     | 422 Meter     |
| 10   | Par 4 | 430 Yards     | 393 Meter     |
| 11   | Par 4 | 373 Yards     | 341 Meter     |
| 12   | Par 3 | 201 Yards     | 183 Meter     |
| 13   | Par 4 | 393 Yards     | 359 Meter     |
| 14   | Par 5 | 572 Yards     | 523 Meter     |
| 15   | Par 4 | 396 Yards     | 362 Meter     |
| 16   | Par 4 | 401 Yards     | 366 Meter     |
| 17   | Par 3 | 178 Yards     | 162 Meter     |
| 18   | Par 5 | 543 Yards     | 497 Meter     |